# Kanuslalom-Weltmeisterschaften 2022

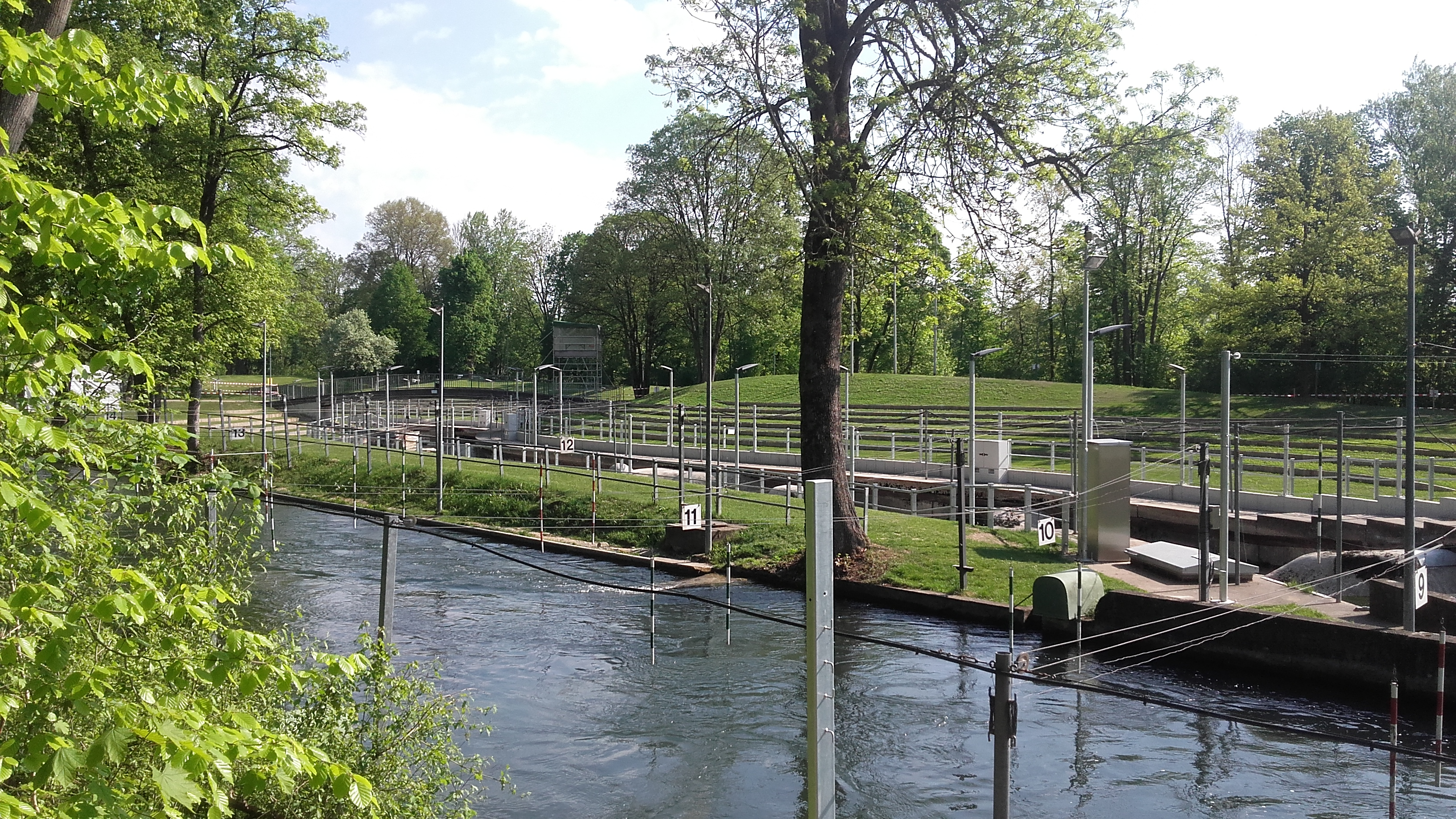
Blick auf die Olympiastrecke mit Zuschauerbereich kurz nach der Sanierung im Mai 2022

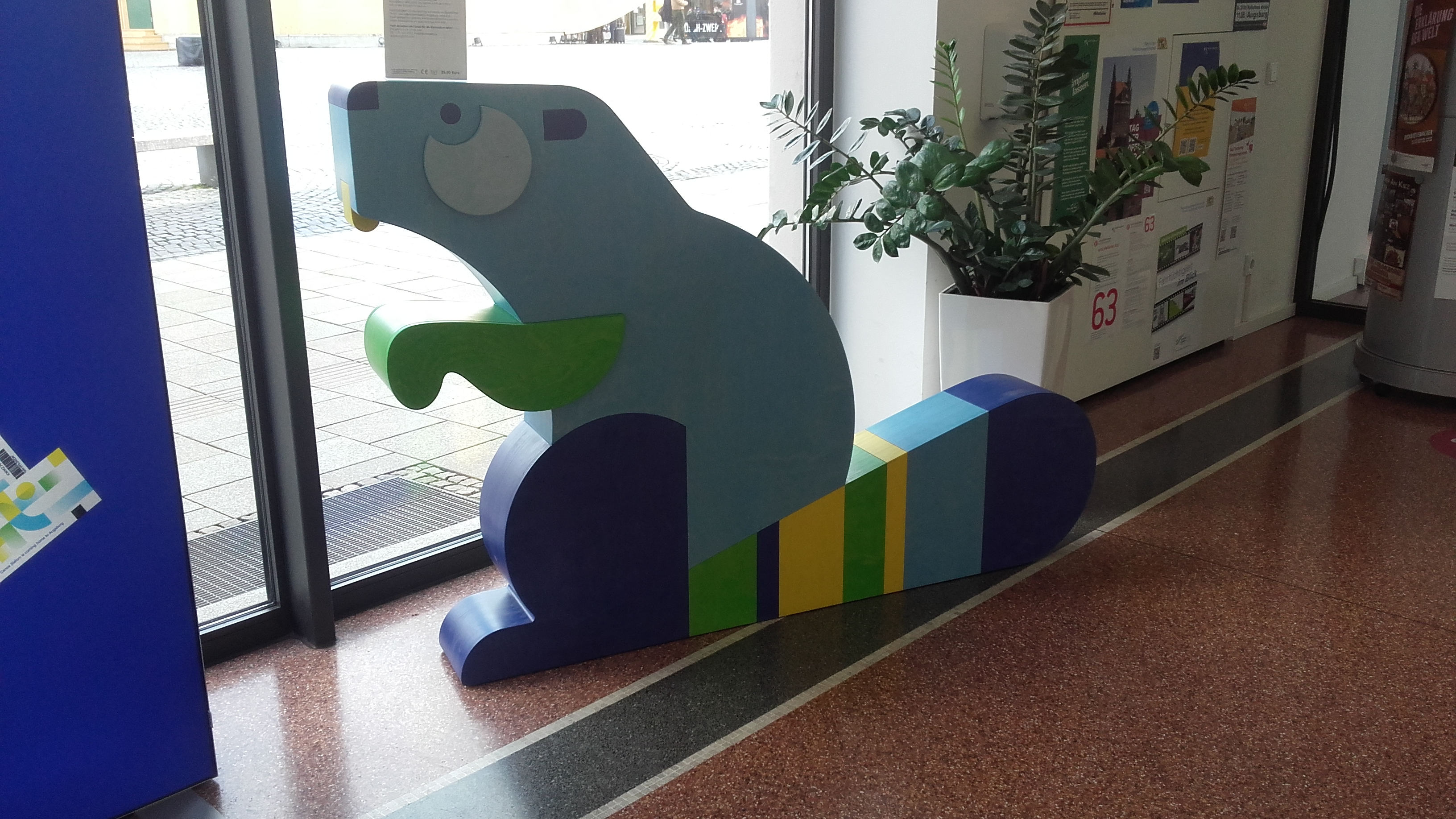
Gustl, Maskottchen der Weltmeisterschaft 2022

Die Kanuslalom-Weltmeisterschaften 2022 fanden vom 26. bis 31. Juli 2022 am Eiskanal in Augsburg statt. Teilgenommen haben knapp 400 Athleten aus 70 Nationen. Eigens für das Großereignis wurde die Kanustrecke im Vorfeld für rund 21 Millionen Euro saniert. Die Olympiastrecke von 1972 war bereits in den Jahren 1985 und 2003 Austragungsort der Weltmeisterschaften. Das Sportereignis wurde vom Internationalen Kanuverband (ICF) veranstaltet.
Eine Woche vor Beginn der Wettkämpfe musste die Stadt Maßnahmen ergreifen, um zusätzliches Wasser in die Kanustrecke einzuleiten. Eine Hitzewelle und fehlende Niederschläge hatten zu niedrigen Wasserständen im Eiskanal geführt. In der Folge mussten zwei Trainingstermine abgesagt werden. Der eigentliche Wettbewerb konnte ohne Einschränkungen durchgeführt werden.
Während der Wettkämpfe übernahmen die Kreis-Wasserwacht Augsburg-Stadt und der DLRG-Kreisverband Augsburg/Aichach-Friedberg den Wasserrettungsdienst.
Vom Kanu-Magazin Kayak Session wurde die Veranstaltung Anfang 2023 in der Kategorie „Event of the Year“ mit dem 2022 Paddlers Award ausgezeichnet.

## Wettkampfprogramm
Folgendes Wettkampfprogramm wurde durchgeführt:
Mittwoch, 27. Juli 2022
- Teamevents Kajak Damen, Kajak Herren, Canadier Damen und Canadier Herren

Donnerstag, 28. Juli 2022
- 1. Vorlauf Kajak-Einer Damen
- 1. Vorlauf Kajak-Einer Herren
- 2. Vorlauf Kajak-Einer Damen
- 2. Vorlauf Kajak-Einer Herren

Freitag, 29. Juli 2022
- 1. Vorlauf Canadier-Einer Damen
- 1. Vorlauf Canadier-Einer Herren
- 2. Vorlauf Canadier-Einer Damen
- 2. Vorlauf Canadier-Einer Herren

Samstag, 30. Juli 2022
- Halbfinale Kajak-Einer Damen
- Halbfinale Kajak-Einer Herren
- Finale Kajak-Einer Damen
- Finale Kajak-Einer Herren
- Qualifikation Slalom Extreme Damen und Herren

Sonntag, 31. Juli 2022
- Halbfinale Canadier-Einer Damen
- Halbfinale Canadier-Einer Herren
- Finale Canadier-Einer Damen
- Finale Canadier-Einer Herren
- Vorläufe Slalom Extreme Damen und Herren
- Finale Slalom Extreme Damen und Herren

## Ergebnisse

### Männer

#### Canadier
| Wettbewerb | Gold                                            | Silber                                                     | Bronze                                                   |
| C-1        | Sideris Tasiadis                                | Alexander Slafkovský                                       | Franz Anton                                              |
| C-1 Team   | SlowenienBenjamin Savšek Luka Božič Anže Berčič | SlowakeiMatej Beňuš Marko Mirgorodský Alexander Slafkovský | ItalienRoberto Colazingari Raffaello Ivaldi Paolo Ceccon |

#### Kajak
| Wettbewerb | Gold                                              | Silber                                                                       | Bronze                                                |
| K-1        | Vít Přindiš                                       | Giovanni De Gennaro                                                          | Boris Neveu                                           |
| K-1 Team   | DeutschlandHannes Aigner Noah Hegge Stefan Hengst | Vereinigtes KönigreichJoseph Clarke Christopher Bowers Bradley Forbes-Cryans | FrankreichBoris Neveu Titouan Castryck Malo Quéméneur |
| Extreme K1 | Joseph Clarke                                     | Anatole Delassus                                                             | Stefan Hengst                                         |

### Frauen

#### Canadier
| Wettbewerb | Gold                                                       | Silber                                         | Bronze                                                                |
| C-1        | Andrea Herzog                                              | Jessica Fox                                    | Mallory Franklin                                                      |
| C-1 Team   | TschechienGabriela Satková Tereza Fišerová Martina Satková | DeutschlandElena Lilik Andrea Herzog Nele Bayn | Vereinigtes KönigreichMallory Franklin Kimberley Woods Sophie Ogilvie |

#### Kajak
| Wettbewerb | Gold                                                  | Silber                                            | Bronze                                                     |
| K-1        | Ricarda Funk                                          | Jessica Fox                                       | Elena Lilik                                                |
| K-1 Team   | DeutschlandRicarda Funk Elena Lilik Jasmin Schornberg | SlowenienEva Terčelj Eva Alina Hočevar Ajda Novak | PolenKlaudia Zwolińska Natalia Pacierpnik Dominika Brzeska |
| Extreme K1 | Jessica Fox                                           | Kimberley Woods                                   | Mònica Dòria Vilarrubla                                    |

### Medaillenspiegel
| Platz  | Land                   | Gold | Silber | Bronze | Gesamt |
| ------ | ---------------------- | ---- | ------ | ------ | ------ |
| 1      | Deutschland            | 5    | 1      | 3      | 9      |
| 2      | Tschechien             | 2    | —      | —      | 2      |
| 3      | Vereinigtes Königreich | 1    | 2      | 2      | 5      |
| 4      | Australien             | 1    | 2      | —      | 3      |
| 5      | Slowenien              | 1    | 1      | —      | 2      |
| 6      | Slowakei               | —    | 2      | —      | 2      |
| 7      | Frankreich             | —    | 1      | 2      | 3      |
| 8      | Italien                | —    | 1      | 1      | 2      |
| 9      | Andorra                | —    | —      | 1      | 1      |
| 9      | Polen                  | —    | —      | 1      | 1      |
| Gesamt | Gesamt                 | 10   | 10     | 10     | 30     |